# S Tiga Aek Nabara
S Tiga Aek Nabara is een bestuurslaag in het regentschap Labuhan Batu van de provincie Noord-Sumatra, Indonesië. S Tiga Aek Nabara telt 774 inwoners (volkstelling 2010).